# Szlachecka (Basses-Carpates)
Pour les articles homonymes, voir Szlachecka.
Szlachecka est une localité polonaise de la gmina de Grębów, située dans le powiat de Tarnobrzeg en voïvodie des Basses-Carpates.